# Geely Ming Industrial
Zhejiang Geely Ming Industrial Co., Ltd. (abbreviato in Geely Ming o GM Motor) è un'azienda cinese fondata nell’aprile 1995, produttrice principalmente di motociclette e scooter e  quadricicli, sussidiaria del gruppo Geely.
I veicoli vengono venduti con i marchi Geely  e Jiming.

## Storia
La produzione dei primi motoveicoli Geely risale al 1994 quando viene inaugurato un nuovo stabilimento a Taizhou, in Cina dalla capacità di 50 mila veicoli all’anno. Solo l’8 aprile del 1995 tale business unit viene scorporata e viene fondata la Geely Group Zhejiang Motorcycle Company da Li Shufu, sussidiaria del gruppo specializzata nella produzione di motocicli che negli anni novanta operava sul mercato locale con il marchio Jiming per evitare confusioni con gli elettrodomestici marchiati Geely.
La produzione inizialmente si basava su ciclomotori, scooter e motociclette leggere nella fascia 50-250 cm³ dal basso costo. Successivamente vengono introdotto anche motocarri e quadricicli leggeri.
Tra il 1997 e il 1998 vengono avviate le esportazioni nei paesi del sud-est asiatico e in Sud America dei motoveicoli rimarchiati Geely.
Nel 2002, in seguito alla forte espansione della capogruppo, Geely Ming amplia la propria gamma prodotti e il proprio stabilimento fino a raggiungere una capacità di 300 mila veicoli l’anno e concentrando tutte le operazioni di produzione, verniciatura e assemblaggio. Inoltre vengono avviati studi per la produzione di scooter elettrici.
Nel 2013 viene ufficialmente rinominata Geely Ming Industrial Company (abbreviata in GM Motor) e il marchio Jiming viene utilizzato per commercializzare motoveicoli nella fascia più grande dei 250-500 cc mentre il marchio Geely viene utilizzato anche in Cina sui motocicli e scooter di piccola cubatura.
Nel 2018 lancia sul mercato un trike, veicolo a tre ruote con meccanica da scooter denominato Jasscol (JM175ZD sul mercato cinese) motore da 175 cm³ esportato anche negli Stati Uniti e in Messico.
Nel 2022 vengono introdotte le prime motociclette con motori bicilindrici da 500 e 600 cm³ di origine Gaokin.